# Cultura de Mónaco
La cultura del Principado de Mónaco, o la cultura monegasca, está fuertemente influenciada por la cultura francesa, por su ubicación.

## Fiestas nacionales
| Fecha                                                | Nombre                  | Notas |
| ---------------------------------------------------- | ----------------------- | --- |
| 1 de enero                                           | Año Nuevo               | |
| 27 de enero                                          | Fiesta de Santa Devota  | Santa Devota es la patrona del Principado. |
| Lunes siguiente a la Pascua                          | Lunes de Pascua         | |
| 1 de mayo                                            | Día del Trabajo         | |
| Siguiente jueves pasados 40 días de la Pascua        | Ascensión               | |
| Lunes siguiente al séptimo domingo después de Pascua | Lunes de Pentecostés    | |
| Jueves, 60 días después de la Semana Santa           | Corpus Christi          | |
| 15 de agosto                                         | Asunción                | |
| 3 de septiembre                                      | Liberación              | (no es un día de fiesta, a diferencia del 8 de mayo en Francia). |
| 1 de noviembre                                       | Día de Todos los Santos | |
| 19 de noviembre                                      | Fiesta del Príncipe     | Fiesta nacional (aunque el día de San Alberto es el 15 de noviembre, el Príncipe Alberto II decidió que el Día Nacional se celebrase del 19 de noviembre, cuando se celebraba el día del beato Raniero de Arezzo en honor de su padre, el príncipe Raniero III) |
| 8 de diciembre                                       | Inmaculada Concepción   | |
| 25 de diciembre                                      | Navidad                 | |

## Arte
En Mónaco prevalecen los estilos arquitectónicos que se han dado en Francia. Entre sus construcciones más significativas se encuentra la catedral de Mónaco, del año 1876, construida con piedras blancas de La Turbie sobre el emplazamiento de una antigua iglesia del siglo XII dedicada a San Nicolás. El edificio presenta un estilo románico bizantino, mientras que su interior alberga interesantes piezas. Otra de las construcciones emblemáticas, además del Palacio Principesco, es el edificio que alberga el Museo Oceanográfico y el Acuario. Su impresionante fachada, de cara al mar, es considerada una obra maestra de arquitectura monumental.

## Ballet
El Ballet de Montecarlo (en francés, Les Ballets de Monte-Carlo) es una compañía de ballet clásico establecida en 1985 por Su Alteza Real, la Princesa de Hannover, de conformidad con los deseos de su madre, la Princesa Grace de Mónaco. Es la compañía nacional oficial del Principado de Mónaco.

## Lenguas
El idioma oficial de Mónaco es el francés, pero hay varias lenguas habladas, incluyendo el monegasco, el idioma nacional del pueblo monegasco. El inglés y el italiano son hablados por notables minorías.

## Opera de Montecarlo

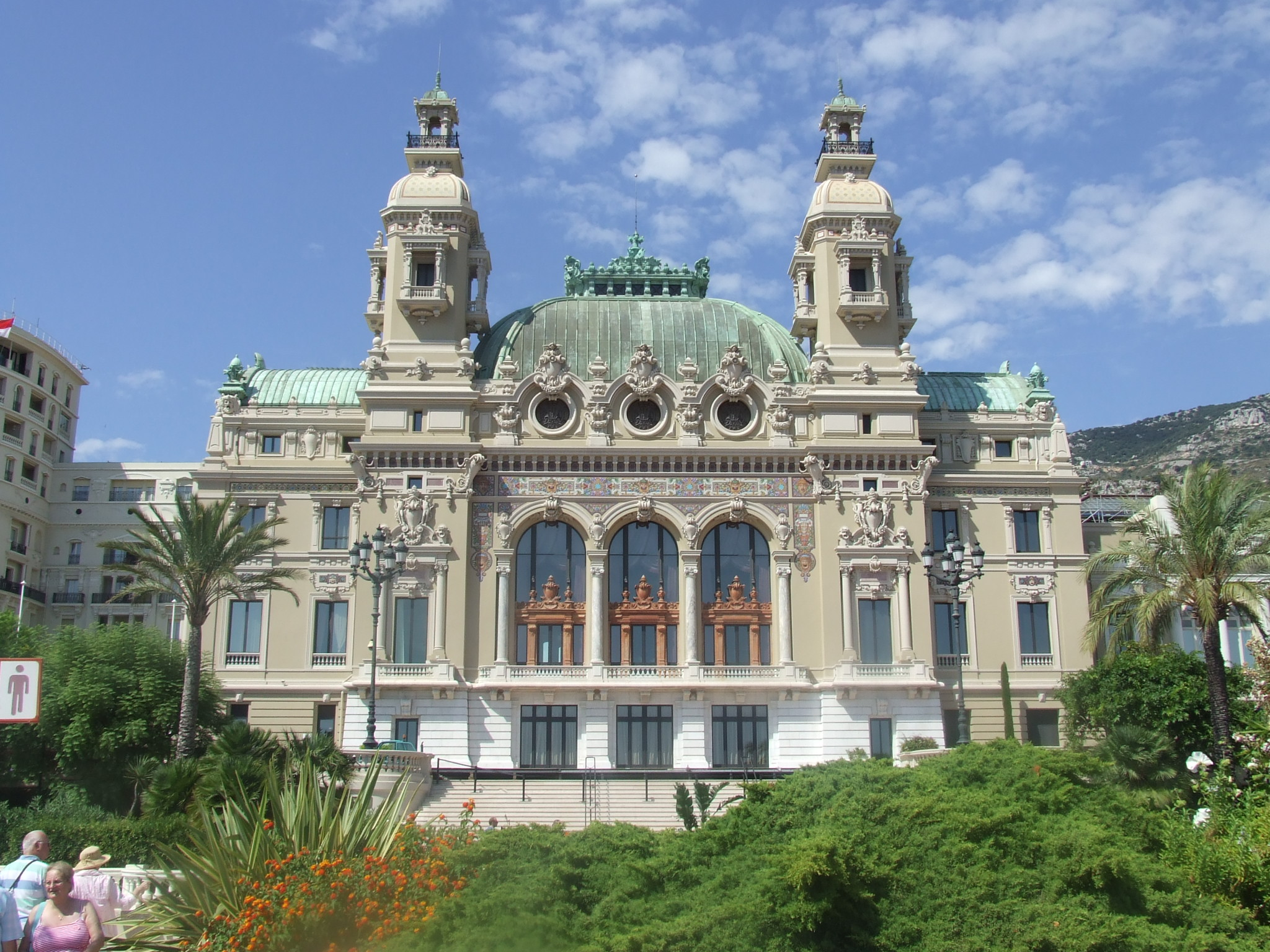
Ópera de Montecarlo

La Ópera de Montecarlo (en francés, L'Opéra de Monte-Carlo), inaugurada el 25 de enero de 1879, fue diseñada por Charles Garnier y se encuentra ubicada en el distrito o barrio de Montecarlo. Fue restaurada a principios de 2003, y ofrece diversos espectáculos culturales.

## Orquesta
Mónaco posee la Orquesta Filarmónica de Montecarlo (en francés, Orchestre Philharmonique de Monte-Carlo) y un reconocido coro infantil, los Pequeños cantores de Mónaco (en inglés, Little Singers of Monaco).

## Religiones

### Catolicismo

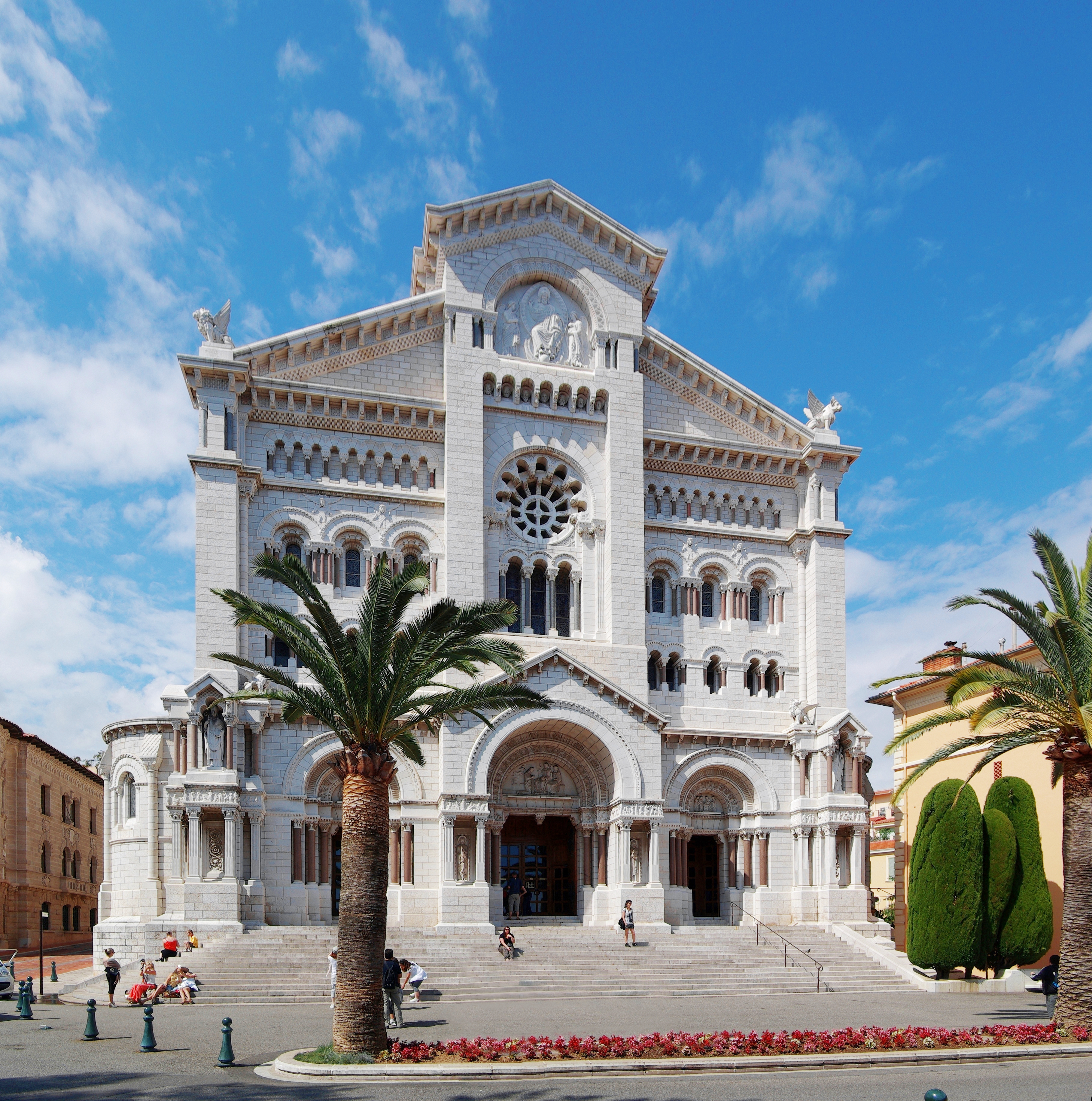
La Catedral de Mónaco, Sede del Arzobispado

La religión oficial en Mónaco es el catolicismo; sin embargo, la libertad de otras religiones está garantizada por la Constitución.
Existen cinco parroquias católicas y una catedral, la cual es la sede de la Archidiócesis de Mónaco. El territorio eclesiástico o Diócesis de Mónaco ha existido desde fines del siglo XIX, y fue elevado a Archidiócesis por el papa Juan Pablo II el año 1981. La santa patrona de Mónaco es Santa Devota.

### Anglicanismo
Existe un templo anglicano (La Iglesia de San Pablo) en Mónaco, ubicado en la Avenue de Grande Bretagne en Montecarlo. En el año 2007 contaba con 135 devotos registrados como ciudadanos del principado, pero también sirve como lugar de culto para un número mucho mayor de anglicanos extranjeros que se encuentran en forma temporal en el país (turistas en su mayoría). La iglesia también cuenta con una biblioteca con más de 3000 libros en inglés. La iglesia es parte de la Diócesis Anglicana de Gibraltar en Europa.

### Judaísmo
La Association Culturelle Israélite (Asociación de Cultura Israelí) de Mónaco, fundada en 1948, cuenta con una casa convertida en sinagoga, una escuela comunitaria hebrea y una tienda de comida kosher en Montecarlo. La comunidad de aproximadamente 1500 personas está comprendida, en su mayoría, por judíos retirados de Gran Bretaña (40%) y Norte de África. Dos tercios de la comunidad son sefardíes, mientras que el resto son Ashkenazi.

## Medios de comunicación
Mónaco posee tres cadenas de televisión que emiten en francés, además de varias radios y periódicos, tanto en papel como digitales. Entre los medios en lenguas extranjeras destacan dos radios y un periódico en italiano, y una radio en inglés.